# Plagiothecium subulatum
Plagiothecium subulatum là một loài rêu trong họ Plagiotheciaceae. Loài này được Broth. mô tả khoa học đầu tiên năm 1924.